# Allium rhizomatum
Allium rhizomatum — вид трав'янистих рослин родини амарилісові (Amaryllidaceae), поширений у штатах Аризона, Нью-Мексико, Техас, США й на півночі Мексики.

## Опис
Цибулини одиночні, щорічно замінюються новими цибулинами, що породжуються на кореневищі; кореневищ 1–3, помітні, стрункі, 2–3 см, лускаті, материнські цибулини косо-яйцеподібні, 1–2.5 × 1 см; зовнішні оболонки сіруваті, перетинчасті; внутрішні оболонки білі або напівпрозорі. Листки стійкі, зелені в період цвітіння, 2–3; листові пластини плоскі, 20–35 см × 2–3 мм, краї цілі. Стеблина одиночна, прямостійна, циліндрична, 20–30 см × 1–3 мм. Зонтик стійкий, прямостійний, нещільний, 5–15(22)-квітковий, від кулястого до півсферичного, цибулинки невідомі. Квіти зірчасті, 6–9 мм; листочки оцвітини прямостійні, рожеві з пурпурними або рожевими серединними жилками, від довгастих до ланцетних, ± рівні, краї цілі, верхівки від гострих до загострених. Пиляки жовті або рожеві; пилок жовтий або білий. Насіннєвий покрив блискучий. 2n = 28.
Період цвітіння: липень — вересень.

## Поширення
Поширений у штатах Аризона, Нью-Мексико, Техас, США й на півночі Мексики.
Населяє сухі, зазвичай трав'янисті ділянки; 1200–2200 м.